# Các nhóm sắc tộc ở Thái Lan

Các nhóm sắc tộc theo ngôn ngữ Thái Lan năm 1974

Biểu đồ thể hiện dân số của Thái Lan.

Vương quốc Thái Lan có khoảng 70 dân tộc, trong đó có 24 nhóm người Thái, đặc biệt ở miền Trung-Nam, Đông Bắc và Bắc Thái Lan; 22 dân tộc Nam Á, với dân số lớn là người Bắc Khmer và Kuy; 11 nhóm dân tộc Hán-Tạng ('bộ lạc miền núi'), với nhóm dân tộc lớn nhất là người Karen; 3 nhóm dân tộc Nam Đảo, ví dụ người Mã Lai, nhóm dân tộc chiếm đa số ở ba tỉnh cực nam, cùng với người Moken và Urak Lawoi ('người du mục biển'); cả hai đều là dân tộc Hmông-Miền. Các nhóm dân tộc khác là cộng đồng người nhập cư đã tồn tại lâu đời như người Hoa, người Ấn Độ và người Thái gốc Bồ Đào Nha. Theo Báo cáo Quốc gia của Chính phủ Hoàng gia Thái Lan năm 2011 gửi cho Ủy ban Liên Hợp Quốc chịu trách nhiệm về Công ước quốc tế về xóa bỏ mọi hình thức phân biệt chủng tộc, hiện có ở Cục Khuyến khích Quyền và Tự do của Bộ Tư pháp Thái Lan:3 62 cộng đồng dân tộc được chính thức công nhận tại Thái Lan. Hai mươi triệu người Trung Thái (cùng với khoảng 650.000 Khorat Thai) chiếm khoảng 20.650.000 (34,1%) dân số cả nước là 60.544.937 tại thời điểm hoàn thành dữ liệu Bản đồ dân tộc học của Đại học Mahidol (1997).

## Lịch sử
Thái Lan xưa kia chủ yếu là nơi sinh sống của các dân tộc thuộc ngữ hệ Nam Á (Môn-Khmer, Khơ Mú và Lawa ) bản địa ở vùng đồng bằng trung tâm và Đông Bắc, và ở phía Nam bởi các dân tộc Malayo-Sumbawan (Mã Lai), cho đến khi người Thái đến. Sau sự xuất hiện của người Thái, H'mông và Dao đã đến phía Tây và phía Bắc từ Trung Quốc (Quý Châu), qua Lào hoặc Việt Nam rồi Lào, hoặc trong trường hợp của các dân tộc thuộc ngữ tộc Tạng-Miến (Akha , La Hủ), trong vài thế kỷ cho đến khoảng thế kỷ XX. Người Karen, một dân tộc Tạng-Miến khác, đã đến và bắt đầu định cư ở biên giới giữa Miến Điện và Xiêm La vào thế kỷ 13. Thái Lan cũng trở thành quê hương của một số lượng lớn người Thái gốc Hoa trong thời kỳ người Hoa di cư chính.

### Sự xuất hiện của nhóm sắc tộc Thái
Từ khoảng thế kỷ thứ 7 đến thế kỷ 13, người Thái, có thể có nguồn gốc từ khu vực ngày nay là Vân Nam, Trung Quốc và các khu vực giáp ranh Tây Bắc Việt Nam, dần dần định cư ở các thung lũng sông Mekong , Chao Praya và Salween, được thúc đẩy bởi một hệ thống sản xuất lúa gạo phức tạp. . Các xã hội Thái mạnh xuất hiện trên cao nguyên Shan ở thượng nguồn Myanmar, dọc theo sông Mê Kông ở phía bắc ở Tây Song Bản Nạp, ở đế chế Lan Na của nhà Nguyên và ở Trung lưu sông Mê Kông ở đế chế Lan Xang của Lào . Những xã hội này sau đó đã phát triển thành các chính thể, ví dụ như Chiang Mai, thủ đô của Lan Na và Sukhothai. Quyền lực nhất nổi lên là Ayutthaya , thay thế Sukhothai vào thế kỷ 16. Từ thế kỷ 16 đến thế kỷ 18, người Miến Điện mở rộng về phía đông, chiếm Lan Na và một phần của Tây Song Bản Nạp và cuối cùng tiêu diệt Ayutthaya. Tuy nhiên, Thonburi , quốc gia kế thừa của người Tai đối với Ayutthaya, đã thiết lập quyền thống trị đối với các quốc gia Lanna, Luang Prabang và Mã Lai và do đó đã đánh bại người Miến Điện, đảm bảo quyền ưu tiên của các nhóm dân tộc Thái trong khu vực.

### Thời dựng nước
Dưới triều đại Chakri có kinh đô tại Bangkok, Xiêm La chính thức hợp nhất và hội nhập một số lượng lớn người dân tộc Lào, họ được thành lập từ nhiều nhóm nhỏ khác nhau. Xiêm La đã đưa các thành bang Lan Xang còn lại là Viêng Chăn (bị phá hủy năm 1827) và Champasak dưới sự kiểm soát trực tiếp vào thế kỷ 19. Phần còn lại của Lan Na trở thành chư hầu cho đến năm 1896, khi nó chính thức bị sáp nhập, bao gồm một số lượng lớn người nói tiếng Kham muang , cùng với các nhóm dân tộc khác nhau đôi khi được gọi là "bộ lạc trên đồi", chẳng hạn như người Karen.
Tại Bán đảo Mã Lai , Xiêm La đã mở rộng quyền cai trị chính thức đối với số lượng lớn người Mã Lai. Năm 1816, Xiêm chia Vương quốc Hồi giáo Patani , nhánh của người Hồi giáo, thành bảy tỉnh như một phần của chính sách 'chia để trị'. Thông qua hiện đại hóa hành chính, năm 1901, Xiêm La sáp nhập tất cả bảy tỉnh thành ' Monthon Patani', trực thuộc Bộ Nội vụ mới. Khi Kedah được nhượng lại cho người Anh theo Hiệp ước Anh-Xiêm năm 1909 , để đổi lấy nơi trở thành tỉnh Satun , Thái Lan do đó đã củng cố quyền cai trị chính thức của mình đối với hàng trăm nghìn người Mã Lai.
Quyền thống trị của Xiêm đối với Lào ngày nay, cùng với một số tỉnh của Campuchia, đã được nhượng lại vĩnh viễn cho người Pháp trong quá trình hình thành Đông Dương thuộc Pháp . Trong thời kỳ đầu của triều đại Chakri, quân đội Xiêm La đã xâm chiếm các khu vực của Lào và trao trả một số lượng lớn tù nhân chiến tranh, đặc biệt là người Phuan và Thái Đen, những người sau đó đã được tái định cư ở vùng đồng bằng trung tâm. Trong thời kỳ dựng nước, bản đồ sắc tộc của Xiêm La trở nên đa dạng hơn, vì phần lớn các dân tộc trên cao nguyên Khorat , từng là một phần của đế chế Lan Xang, đã chính thức hợp nhất vào Xiêm La, bao gồm thêm người Lào, Khorat và Phu Thái, nhưng cũng các nhóm dân tộc nhỏ hơn như Yoyvà So , cùng với người Khơ Mú, Kuy và Nyahkur dọc theo biên giới Khmer.
Là một phần của sự di cư của người Hoa, Thái Lan đã tiếp nhận người Hoa nhập cư trong vài trăm năm, và đặc biệt là trong thế kỷ 19 và đầu thế kỷ 20, cho đến những năm 1930, có nghĩa là nhiều trung tâm đô thị của Thái Lan hiện có dân tộc Hoa (chủ yếu là người nói tiếng Triều Châu).
Điều tra dân số Xiêm năm 1904 đã cố tình bỏ qua bản sắc dân tộc Lào để ngăn chặn các cuộc xâm lược của thực dân Pháp, dẫn đến việc người Thái chính thức trở thành 85% dân số theo sắc tộc, tăng lên 89% vào năm 1912. Trong những năm 1900, tư cách thành viên của 'Chủng tộc' Thái Lan đã hình thành nên cơ sở quyền công dân của quốc gia Thái Lan hiện đại. Vào những năm 1930, người theo chủ nghĩa dân tộc Thái Lan, Luang Wichitwathakan, đã phát triển chính sách lấy dân tộc làm trung tâm nhằm đánh đồng ngữ hệ Tai với một 'dân tộc' dựa trên chủng tộc rộng lớn hơn của người Thái . Nhiệm vụ đầu tiên trong 12 nhiệm vụ văn hóa, ngày 24 tháng 6 năm 1939, đổi tên thành Xiêm La thành 'Thái Lan', hay như trong Chiến tranh thế giới thứ hai, 'Đế quốc Thái Lan vĩ đại', một sự khẳng định bản sắc đế quốc Thái Lan đối với các dân tộc chủ thể. Sau đó, vào năm 1943, Ủy ban Văn hóa Quốc gia có ảnh hưởng, đã tồn tại qua nhiều hình thức khác nhau cho đến ngày nay (với tên gọi Bộ Văn hóa Thái Lan) được thành lập để xác định và phổ biến văn hóa quốc gia Thái Lan chính thức.

### Thời hậu chiến
Thái Lan đón nhận một làn sóng hàng chục nghìn người Việt sau khi chiến tranh Đông Dương của Pháp kết thúc . Trong Chiến tranh lạnh, quá trình xây dựng quốc gia hơn nữa đã dẫn đến một chính thể trong đó từ 'Thái' và 'Tai' tiếp tục được cố ý trộn lẫn với nhau và, trong diễn ngôn chính thức, gần như tất cả mọi người đều là người Thái và nói tiếng Thái hoặc 'phương ngữ' Thái, như ngôn ngữ khu vực và hầu hết các ngôn ngữ Thái nhỏ hơn đã được mô tả.  Từ những năm 1960, dữ liệu điều tra dân số mô tả tới 99% dân số là người Thái. Tuy nhiên, nghiên cứu học thuật về thời kỳ Chiến tranh Lạnh cho thấy rằng trong số này, chỉ có 33% nói tiếng Thái miền Trung, với hơn 50% nói tiếng Lào (Isản), một chỉ số về số lượng người dân tộc Lào hoặc người sử dụng tiếng Lào như ngôn ngữ thứ hai hoặc ngôn ngữ chung của vùng Đông Bắc. Các cuộc điều tra dân số Thái Lan vẫn không phân tách theo các nhóm dân tộc lớn nhất hoặc nhỏ nhất và do đó phản ánh bản sắc dân tộc Thái hơn là sự đồng thuận khoa học. Thái Lan chứng kiến một lượng lớn người Khmer phương Bắc tràn vào trong thời kỳ cai trị của Khmer Đỏ , một số người đã định cư lâu dài với người Khmer bản địa.

## Danh sách các dân tộc
Báo cáo quốc gia Thái Lan năm 2011 cung cấp số lượng dân số về người dân miền núi ("bộ lạc vùng đồi") và cộng đồng dân tộc ở phía đông bắc và rõ ràng về sự phụ thuộc vào dữ liệu Bản đồ dân tộc học của Đại học Mahidol Thái Lan . Do đó, mặc dù không thể phân loại được hơn 3.288 triệu người ở phía đông bắc, nhưng dân số và tỷ lệ phần trăm của các cộng đồng dân tộc khác được biết đến vào cỡ năm 1997 và tạo thành quần thể tối thiểu:
- a) 15,08 triệu người Thái (24,9%) bao gồm [5]:
- Các sắc tộc Thái – xấp xỉ 53–56,5 triệu
  - Thái Trung tâm (người Xiêm) – khoảng 25 triệu
  - Người Isan (người Lào) – khoảng  18,5–20 triệu
  - Người Lanna (Thái Yuan; Lánna) – 6–7 triệu
  -  Nam Thái –  5,5 triệu
- người Thái gốc Hoa (chủ yếu Người Triều Châu ) – khoảng 6–9 triệu
  - Đồng hóa Hán-Thái (Luk Chin) –> 4,5 triệu
  - Tiếng Hoa không đồng hóa – c.1,4 triệu
- người Thái gốc Mã Lai – 2–4 triệu
- Người Khmer – > 1.2 triệu
- Người Karen – khoảng 1 triệu
- người Phu Thái – 470,000
- Người Ấn – 450,000
- Người Kuy – 400,000
- Người Pakistan – 250,000
- Hmong – 250,000
- Người Lào – 222,000
- Người Phuan (Lào Phuan) – 200,000
- Người Mon – 114,500
- Người La Hủ – 100,000
- Người Shan (Thái Yai)– 95,000
- Người Lự (Thái Lự) – 83,000
- Người Iran – 70,000
- Người Thái Na – 70,000
- người Tay Dọ – 50,000
- Người Thái Nhã – 50,000
- Người Lua – 48,000
- Người Lật Túc – 40,000
- Người Dao – 40,000
- Người Bru – 25,000
- Người Akha – c. 20,000
- Người Prai – 20,000
- Người Kinh (người Việt) – 17,662
- Người Lawa – 17,000
- Người Saek – 11,000
- Người Khơ Mú – 10,000
- Người Khun (Thai Khun) – 6,280
- Người Đức Ngang (Palaung) – 5,000
- Người Chăm – 4,000
- Urak Lawoi – 3,000
- Moken – c. 2,000
- Người Nyahkur (Nyah Kur, Chao-bon) – 1,500
- Người Cống - ít hơn 500
- Người Thái Đen - 700
- Người Mlabri – ít hơn 400
- Người Mani (Negrito) – 300
- Người Lô Lô (Di) – chưa rõ[1]:7-13

Người Khmer và người Mon-Khmer chiếm khoảng 6%, người Malay ở miền nam Thái Lan chiếm khoảng 3%. Trong số các nhóm được phân loại là bộ lạc vùng đồi ở các tỉnh phía bắc, người H'mông (Miền), Karen và các bộ lạc đồi nhỏ khác chiếm hơn 1 phần trăm.
Trong các tài liệu chính thức của Thái Lan, thuật ngữ "bộ lạc vùng đồi" (chao khao) bắt đầu xuất hiện vào những năm 1960. Thuật ngữ này nhấn mạnh sự phân đôi "đồi và thung lũng" dựa trên mối quan hệ xã hội cổ xưa tồn tại ở hầu hết miền bắc và miền tây Thái Lan, cũng như ở Tây Song Bản Nạp và miền bắc Việt Nam. Phần lớn, người Lự chiếm các lưu vực và thung lũng màu mỡ hơn, trong khi các nhóm ít mạnh hơn sống ở độ cao ít giàu hơn. Sự phân đôi này thường đi kèm với mối quan hệ chủ / nông nô. Dấu tích của sự phân đôi này còn tồn tại đến ngày nay: ví dụ, 30 % trẻ em dân tộc thiểu số ở Thái Lan không thể đọc được bằng lớp hai. Con số tương ứng của Bangkok là 1 %.

## Danh sách các dân tộc (theo nhóm ngữ hệ)
| Ngữ chi Thái               | Ngữ hệ Nam Á (ngoài Ngữ chi Thái) | Ngữ hệ Hán-Tạng   | Ngữ tộc Mã Lai-Đa Đảo       | Ngữ hệ H'Mông-Miền |
| -------------------------- | --------------------------------- | ----------------- | --------------------------- | ------------------ |
| 24 nhóm                    | 22 nhóm                           | 11 nhóm           | 3 nhóm                      | 2 nhóm             |
| Kaleung                    | Kasong                            | Guong (Ugong)     | Malay (Malayu / Nayu / Yawi | Hmong (Miêu)       |
| Kammuang / Yuan (Bắc Thái) | Kuy / Kuay                        | Karen (7 phân họ) | Moken / Moklen              | Dao                |
| Thái Đen                   | Khơ Mú                            | - Sgaw Karen      | Urak Lawoi                  |                    |
| Tay Dọ                     | Khmer Thái Lan, Bắc Khmer         | - Pwo Karen       |                             |                    |
| Tai Khun                   | Chong                             | - Kaya Karen      |                             |                    |
| Thái Trung tâm             | Sa-oc                             | - Bwe Karen       |                             |                    |
| Thái Kò Rạt                | Sakai (Kensiw / Manique)          | - Pa-O Karen      |                             |                    |
| Thái Takbai                | Samre                             | Kayan             |                             |                    |
| Thái Loei                  | So (Thavuang)                     | - Kayo Karen      |                             |                    |
| Lự                         | So                                | Cảnh Pha          |                             |                    |
| Thái Na                    | Nyah Kur (Chaobon)                | Hoa               |                             |                    |
| Thái Yai, Shan             | Nyeu                              | Hoa Vân Nam       |                             |                    |
| Nam Thái                   | Bru Vân Kiều                      | Bisu              |                             |                    |
| Phu Thái                   | Bố Lãng                           | Miến              |                             |                    |
| Phuan                      | Đức Ngang                         | La Hủ             |                             |                    |
| Yong                       | Mon                               | Lật Túc           |                             |                    |
| Yoy                        | Mal-Pray (Lua / Tin)              | Akha              |                             |                    |
| Lao Khrang                 | Mlabri (Tongluang)                | Mpi               |                             |                    |
| Lao Ngaew                  | Lamet (Lua)                       |                   |                             |                    |
| Lao Ti                     | Lavua (Lawa / Lua)                |                   |                             |                    |
| Lao Wiang/Lao Klang        | Wa                                |                   |                             |                    |
| Lào Lùm                    | Việt (Kinh)                       |                   |                             |                    |
| Isản                       |                                   |                   |                             |                    |
| Saek                       |                                   |                   |                             |                    |

Bảng sau đây cho thấy tất cả các nhóm dân tộc ở Đông Bắc Thái Lan, như được công nhận trong cùng một báo cáo.
Các dân tộc ở Đông Bắc Thái Lan theo ngữ hệ
| Tai Language Family                | Persons               | Austroasiatic Language Family   | Persons    |
| ---------------------------------- | --------------------- | ------------------------------- | ---------- |
| Isản                               | 13,000,000            | Bắc Khmer                       | 1,400,000  |
| Thái Trung tâm                     | 800,000               | Kuy / Kuay                      | 400,000    |
| Thái Kò Rạt/ Tai Beung / Tai Deung | 600,000               | So                              | 70,000     |
| Thai-Loei                          |                       | Bru                             | kết hợp    |
| Phu Thái                           | 500,000               | Việt (Kinh)                     | 20,000     |
| Nyaw                               | 500,000               | Ngeu                            | 10,000     |
| Kaleung                            | khoảng 200,000        | Ngah Kur / Chao Bon / Khon Dong | 7,000      |
| Yoy                                | Kaleung, Yoy và Phuan | So (Thavaung)                   | 1,500      |
| Phuan                              | kết hợp               | Môn                             | 1,000      |
| Thái Đen                           | (không được chỉ định) |                                 |            |
| Tổng cộng                          | 16,103,000            | Tổng cộng                       | 1,909,000  |
| Không thể chỉ định dân tộc/số      |                       |                                 | 32,888,000 |
|                                    |                       |                                 | 21,300,000 |